# Yosra Akremi
Yosra Akremi, parfois orthographiée Yousra Akermi, est une taekwondoïste tunisienne.

## Carrière
Yosra Akremi est médaillée d'or dans la catégorie des moins de 46 kg aux championnats d'Afrique 2009 à Yaoundé et médaillée de bronze dans la catégorie des moins de 49 kg aux championnats d'Afrique 2010 à Tripoli.